# Herinneringsmedaille aan de Operaties in het Midden-Oosten
De Herinneringsmedaille aan de Operaties in het Midden-Oosten (Frans: Médaille commémorative des opérations du Moyen-Orient) is een Franse campagnemedaille. Deze militaire onderscheiding werd op 22 mei 1957 gesticht door president René Coty.
In 1956 besloot de Egyptische president Nasser de Suez Canal Company te nationaliseren. De aandelen van de beheerder van het voor Frankrijk en vooral Groot-Brittannië strategisch belangrijke Suez-kanaal waren in Britse en Franse handen. De nationalisatie leidde tot een militaire interventie door beide landen. 
Frankrijk stuurde een 10.000 man sterk expeditieleger onder het bevel van admiraal Pierre Barjot en generaal André Beaufre. De Frans-Britse troepen trokken zich onder zware diplomatieke druk van zowel de Verenigde Staten als de Sovjet-Unie terug uit de door hen bezette Egyptische gebieden en de hele expeditie werd na amper vier maanden teruggetrokken. De Franse troepen hadden vijftien doden te betreuren.
De Herinneringsmedaille werd toegekend aan Franse soldaten uit landmacht, marine en luchtmacht en ook aan burgers zoals de bemanning van koopvaardijschepen en civiele vliegtuigen. Voorwaarde was hun deelname aan de militaire operaties rond het Suezkanaal zoals die plaatsvonden tussen 1 september en 22 december 1956. Aan de medaille is geen diploma of certificaat verbonden. Niemand heeft het recht om de medaille te dragen wanneer hij voor een tijdens de operatie uitgevoerd misdrijf werd veroordeeld tot een gevangenisstraf. 

## De medaille
De ronde bronzen medaille werd door Georges Lemaire ontworpen en heeft een diameter van 30 millimeter. Sommige medailles zijn verguld. De voorzijde draagt in reliëf het portret van de "gewapende republiek", zinnebeeld van het strijdende Frankrijk. Haar helm is versierd met een krans van eikenbladeren. Het rondschrift luidt "RÉPUBLIQUE FRANÇAISE".
Op de keerzijde staat "MÉDAILLE COMMÉMORATIVE DES OPÉRATIONS DU MOYEN-ORIENT 1956". De medaille is aan het lint bevestigd door een verhoging in de vorm van een lauwerkrans met een diameter van 24 millimeter. Op deze krans is een halve maan bevestigd. 
De medaille wordt op de linkerborst gedragen aan een 37 millimeter breed lichtblauw lint. Dit lint heeft een brede gele baan in het midden en twee smallere gele strepen langs de rand. Op het lint wordt een vergulde bronzen gesp met het opschrift "MOYEN-ORIENT" gedragen.

## Protocol
Wanneer men op uniformen geen modelversierselen draagt is een kleine rechthoekige baton in de kleuren van het lint voorgeschreven. De medaille wordt ook als miniatuur gedragen op bijvoorbeeld een rokkostuum.